# Доба мілітаристів у Китаї

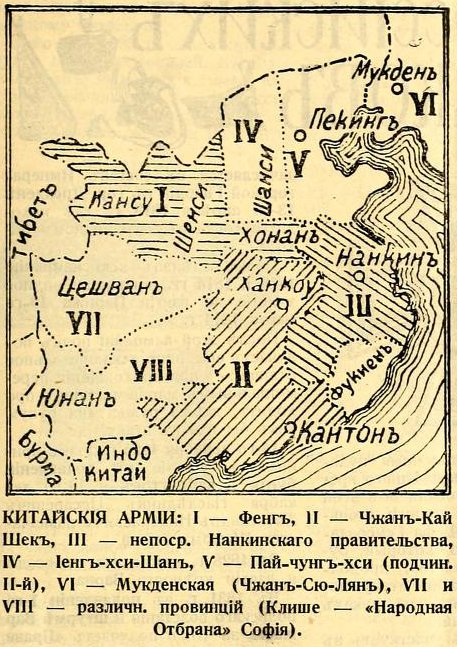
Області, контрольовані різними мілітаристами в Китаї. 1928—1929. I — Фен Юсян, II — Чан Кайші, III — Нанкінський уряд, IV — Янь Сішань, V — Бай Чунсі, VI — Чжан Сюелян, VII, VIII — різні провінції.

Доба мілітаристів — період в історії Китайської Республіки (1916—1928), під час якої країна була поділена між військовими правителями (дуцзюнями).
Доба мілітаристів почалася зі смерті генерала Юань Шикая і номінально закінчилася в 1928 році із завершенням Північного походу (1926—1927) та об'єднання Китаю під прапором Гоміндану, після чого почалося «Нанкінське десятиліття». Однак після перемоги над старими мілітаристами, такими як У Пейфу і Сунь Чуаньфан, в 1930—1940 роках з'явилися нові бунтівні генерали, які не визнавали владу центрального уряду, що створювало великі проблеми для Гоміндану в період Другої світової війни і наступною за нею громадянською війною.

## Витоки

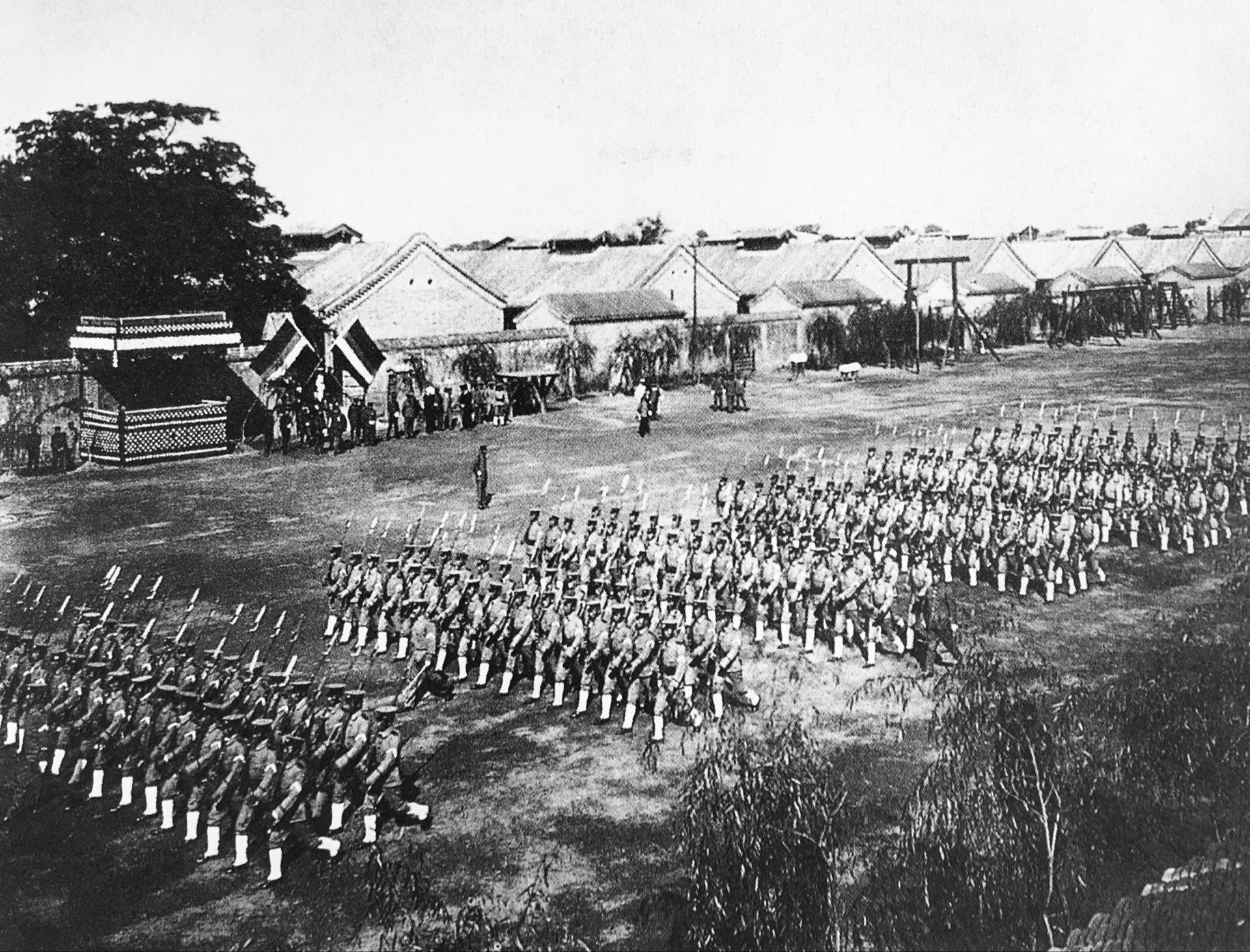
Армія Бейянських мілітаристів на навчаннях

У імперії Цин не було регулярної армії, тому для організації оборони вона використовувала армії своїх провінцій і ополченців, які не мали стандартного однострою та озброєння. Найпотужнішою з них була розквартирована на півночі армія Бейянських мілітаристів під керівництвом Юань Шикая, який у свій час отримав відмінну військову освіту. Офіцери були вірні своєму керівництву і об'єднувалися в кліки за географічною ознакою або як однокашники по військових академіях. Підрозділи формувалися з вихідців з одних провінцій. Подібний принцип допомагав уникати проблем з порозумінням, пов'язаних з великою кількістю діалектів в китайській мові, але при цьому даний принцип заохочував відцентрові тенденції.
Після Синьхайської революції 1911 року на півдні імперії Цин широко поширилися військові бунти. Наступного року повсталі встановили тимчасовий уряд у Нанкіні на чолі з доктором Сунь Ятсеном. Однак революціонери не мали достатніх сил, щоб розтрощити Бейянську армію і опір було приречено на невдачу. Сунь Ятсен домовився з Юань Шикаєм про повалення маньчжурської династії і про «об'єднання Китаю» в кордонах імперії Цин. При цьому Юань Шикай ставав президентом. Юань Шикай прийняв президентський пост, але відмовився переїжджати в Нанкін і залишився в столиці, Пекіні, де його військовій владі нічого не загрожувало.
Південні провінції чинили опір зростаючому авторитаризму Юань Шикая і в 1913 році збунтувалися, однак повстання були придушені силами Бейянської армії. Цивільні губернатори були замінені на військових. У грудні 1915 року Юань Шикай дав зрозуміти, що він має намір стати Імператором Китаю. Південні провінції знову повстали, але цього разу все було набагато серйозніше, адже більшість Бейянських командирів покинули Юань Шикая. Він намагався відмовитися від ідеї монархії, щоб повернути прихильність офіцерів, але в червні 1916 помер і залишив нову країну в стані політичної роздробленості. Поділ Китаю на Північ і Південь тривав під час всієї Ери мілітаристів.

## Північ
Смерть Юань Шикая розділила Бейянську армію на дві частини: аньхойську кліку під керівництвом Дуань Ціжуя та чжілійську кліку, очолювану Фен Гочжаном. Фентянська кліка, розташована в Маньчжурії (підпорядковувалася Чжан Цзоліню) була сплавом Бейянської армії та місцевих підрозділів. Дипломатичне визнання, зазвичай, отримував будь-який уряд, якому вдавалося захопити Пекін, бо він міг збирати митні збори і отримувати іноземні кредити. Всі північні кліки мілітаристів визнавали пекінський уряд, навіть якщо вони протистояли йому. Вони не заперечували його законність, але вважали, що йому бракує авторитету, щоб диктувати свою волю провінціям. Бейянський уряд у Пекіні, час від часу, видавав укази щодо територій, які фактично не підпорядковувалися йому, з тим, щоб звинуватити місцевих мілітаристів у зраді. Насправді, ці укази ігнорувалися і уряд отримував формальний привід для нападу. Ця практика була припинена в 1923 році, коли Цао Кунь купив собі право бути президентом Китаю. Інші північні кліки відмовилися визнати його правління.

### Правління Аньхойської кліки (1916—1920)
Президент Лі Юаньхун був фактично відтіснений на другий план Бейянськими генералами. Прем'єр Дуань Ціжуй займав домінуючу позицію в політиці, але змушений був співпрацювати з Чжилійською клікою, щоб підтримувати стабільність. Багато провінцій відмовлялися визнавати їх уряд і вимагали вигнати з політики Бейянських генералів. Незграбні спроби Дуань Ціжуя втягнути Китай в Першу світову війну і його таємні позики у Японії призвели до того, що травні 1917 року Лі Юаньхун був змушений відправити його у відставку. Знаючи, що Дуань Ціжуй готує проти нього змову, Лі Юаньхун попросив впливового генерала Чжан Сюня захистити уряд. Замість цього Чжан Сюнь в липні 1917 року здійснив спробу реставрації монархії. Дуань Ціжуй придушив путч і був проголошений спасителем республіки. Це дало йому можливість нарешті оголосити війну Німеччині. Представники Антанти на цьому наполягали, щоб видавити німців з країни (у тих були сильні концесії на території Китаю і вони складали конкуренцію англійським, американським і французьким капіталістам).
Наступним завданням Дуань Ціжуя стало підпорядкування бунтівних південних провінцій, але розбіжності з Чжілійською клікою, яка вважала за найкраще організувати переговори, привели до того, що він залишив свій пост заради збереження єдності Бейянських генералів. Однак під тиском аньхойської кліки президент Фен Гочжан змушений був знову покликати Дуань Ціжуя. У жовтні 1918 року той знову подав у відставку, але робив все можливе, щоб саботувати мирні переговори між півднем і північчю. Те, що він підтримував Японію, послабило його позиції під час подій 4 травня 1919 року. Чжілійська кліка об'єдналася з Фентянською клікою Чжан Цзоліня і в липні 1920 року розгромила Дуань Ціжуя під час Чжілійсько-аньхойської війни.

Ця військова емблема була заснована на кольорах прапора Союзу п'яти народів

### Правління Чжилійської кліки (1920—1924)
Після смерті Фен Гочжана в 1919 році Чжилійську кліку очолив Цао Кунь. Хиткий союз із Фентянською клікою розпався, і в 1922 році почалася Перша чжилійсько-фентянська війна, під час якої сили Чжилійської кліки відкинули війська Чжан Цзоліня назад до Маньчжурії. Наступним кроком було зміцнення статусу Чжилійських мілітаристів і об'єднання країни. З цією метою Цао Кунь запросив на посаду президента Лі Юаньхуна і знову зібрав Національну асамблею. Сюй Шічану і Сунь Ятсену було запропоновано, щоб вони одночасно передали свої президентські повноваження Лі Юаньхуну. Коли Сунь Ятсен виставив відповідні жорсткі вимоги, які Чжилійська кліка не могла виконати, вона спровокувала зраду генерала Гоміндану Чень Цзюнміна, визнавши його губернатором провінції Гуандун. Сунь Ятсен був вимушений покинути Кантон і Чжилійська кліка номінально реставрувала конституційне уряд, що існував до перевороту Чжан Сюня. У 1923 році Цао Кунь купив собі президентство, незважаючи на люті протести з боку Гоміндану, Фентянської та Аньхойської клік, деяких своїх офіцерів і громадської думки. Восени 1924 року Чжилійське угруповання майже досягло перемоги у Другій чжилійсько-фентянській війні, але в цей час Фен Юйсян зрадив кліку, захопив Пекін і посадив Цао Куня у в'язницю. Чжилійські мілітаристи були вщент розбиті на півночі країни, але зуміли втримати центр.

### Правління Фентянської кліки (1924—1928)

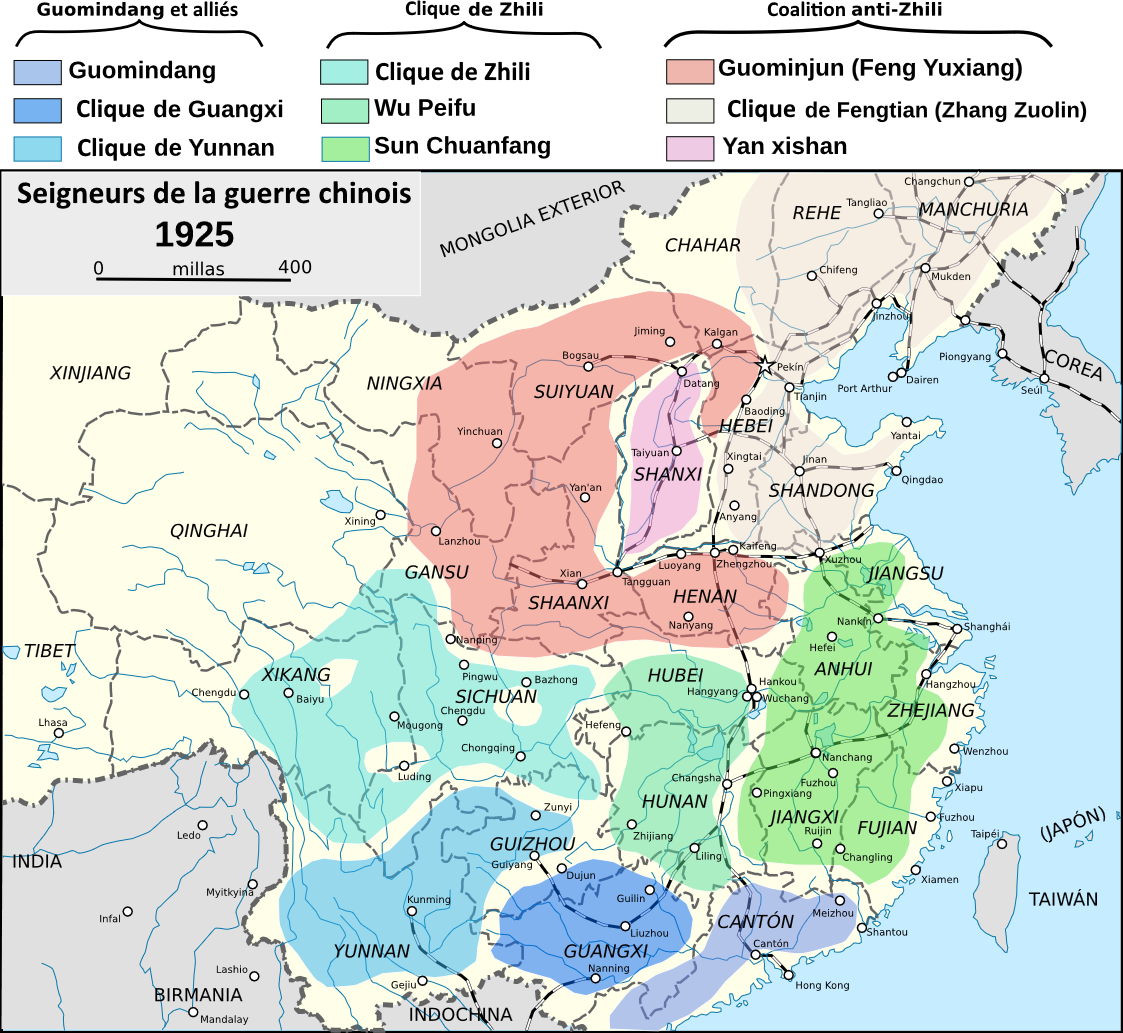
Розташування сил, станом на 1925 рік

Союз між Чжан Цзолінем і Фен Юйсяном був слабким. Фен Юйсян сформував власну кліку під назвою Гоміньцзюнь (Народна армія), яка підтримувала ідеологію схожу з Гоміньданом. Для компромісу він передав північний уряд Дуань Ціжую, чия Аньхойська кліка була близька до розпаду. Фентянська кліка була набагато сильнішою, бо війська Гоміньцзюня були розтягнуті на значні відстані. Переговори про возз'єднання півночі і півдня зайшли в глухий кут: Чжан Цзолінь і Дуань Цижуй мали мало спільного з Сунь Ятсеном. Останній помер у березні 1925 року.
У тому ж році генерал Фентянської кліки Го Сунлін, піддавшись на обіцянки Фен Юйсяна, перейшов на його бік і почав похід проти свого колишнього командира Чжан Цзоліня, в результаті чого почалася Анти-Фентянська війна. Генерал У Пейфу, що належав до Чжилійської кліки, вирішив підтримати Чжан Цзоліня в боротьбі проти зрадника. Війська Гоміньцзюня були відкинуті на північний захід. Пізніше вони приєдналися до Північного походу Чан Кайші. У червні 1927 року Чжан Цзолінь став главою північного уряду, але в той же час війська Національно-революційної армії (НРА) вторглися на його територію. 2 червня 1928 року Чжан Цзолінь поступився Пекіном на користь НРА. 4 червня при спробі втекти в Маньчжурію він загинув від вибуху бомби. Через п'ять днів НРА захопила столицю. Син і спадкоємець Чжан Цзоліня, Чжан Сюелян, визнав уряд націоналістів 31 грудня.

## Південь

Партійна емблема Гоміндану.

На півдні Китаю визрівав революційний рух. Там опозиція Бейянським генералам була особливо сильною. Південці повстали проти династії Цін в 1911 році, а проти Юань Шикая в 1913 («Друга революція») і 1916 («Війна на захист республіки») роках. Після спроби реставрації монархії в Пекіні кілька південних провінцій під проводом Тан Цзіяо та Лу Жунтіна відмовилися визнати парламент і новий уряд Дуань Ціжуя. Сунь Ятсен зібрав відомих політиків, членів Гоміндану з розпущеної Національної асамблеї, а також південних мілітаристів і наприкінці липня 1917 року сформував свій уряд в Кантоні, відомий як Уряд захисту конституції. Південні кліки визнали Кантон як законну столицю, незважаючи на те, що міжнародне співтовариство відмовилось зробити те ж саме. Як і на півночі, на півдні раз у раз спалахували місцеві повстання, особливо в провінції Гуансі.

### Рух на захист Конституції (1917—1922)
У вересні Сунь Ятсен був проголошений головнокомандувачем військового уряду, метою якого був захист тимчасової конституції 1912 року. Південні мілітаристи підтримали його лише для того, щоб зміцнитися у своїх вотчинах і кинути виклик Пекіну. Щоб домогтися міжнародного визнання, вони також оголосили війну Центральним державам, але визнання так і не було отримано. У липні 1918 року південні мілітаристи прийшли до висновку, що Сунь Ятсен наділений зайвими повноваженнями і змусили його приєднатися до урядового комітету. Не витерпівши постійного втручання у свої справи, Сунь Ятсен вирушив у добровільне вигнання. У цей період він активно займався відтворенням партії Гоміньдан. У 1920 році в ході Гуандун-Гуансійської війни з допомогою гоміньданського генерала Чень Цзюнміна члени комітету генерал Цень Чуньсюань, адмірал Лінь Баоиї та генерал Лу Жунтін були вигнані. У травні 1921 року, незважаючи на протести Чень Цзюнміна і Тан Шаоиї, Сунь Ятсен був обраний неповним складом парламенту «надзвичайним президентом». Після цього Тан Шаої самоусунувся від справ, а Чень Цзюнмін почав переговори з Чжилійською клікою з тим, щоб в обмін на губернаторство в Гуандуні позбавити Сунь Ятсена влади (що і було зроблено в 1922 році).

### Реорганізація (1923—1925)
У березні 1923 року лоялісти домоглися вигнання Чень Цзюнміна і повернули Сунь Ятсена до влади. Той реорганізував Гоміньдан у відповідності з марксистсько-ленінським демократичним централізмом і уклав союз з Комуністичною партією Китаю, який став відомий як Перший об'єднаний фронт. Південний уряд залишив спроби захистити конституцію 1912 року, бо парламентарії пішли на поступки півночі, щоб приєднатися до маріонеткового уряду Цао Куня. Замість цього його метою стало створення революційного однопартійної держави. На заміну ненадійним опортуністам-генералам у військовій академії Вампу готувалися нові офіцерські кадри для майбутньої армії Гоміндану. Після того, як в 1924 році Чжилійська кліка втратила колишній вплив, Сунь Ятсен попрямував до Пекіна на переговори з лідерами Гоміньцзюня, Аньхойської та Фентянської клік. Однак у березні 1925 року він помер від раку печінки, що не тільки поклало край усім мирним переговорам, але і загострило і без того напружені відносини півночі і півдня. Тан Цзіяо оголосив себе спадкоємцем Сунь Ятсена і спробував взяти контроль над південним урядом в ході Юньнань-гуансійської війни, але зазнав поразки.

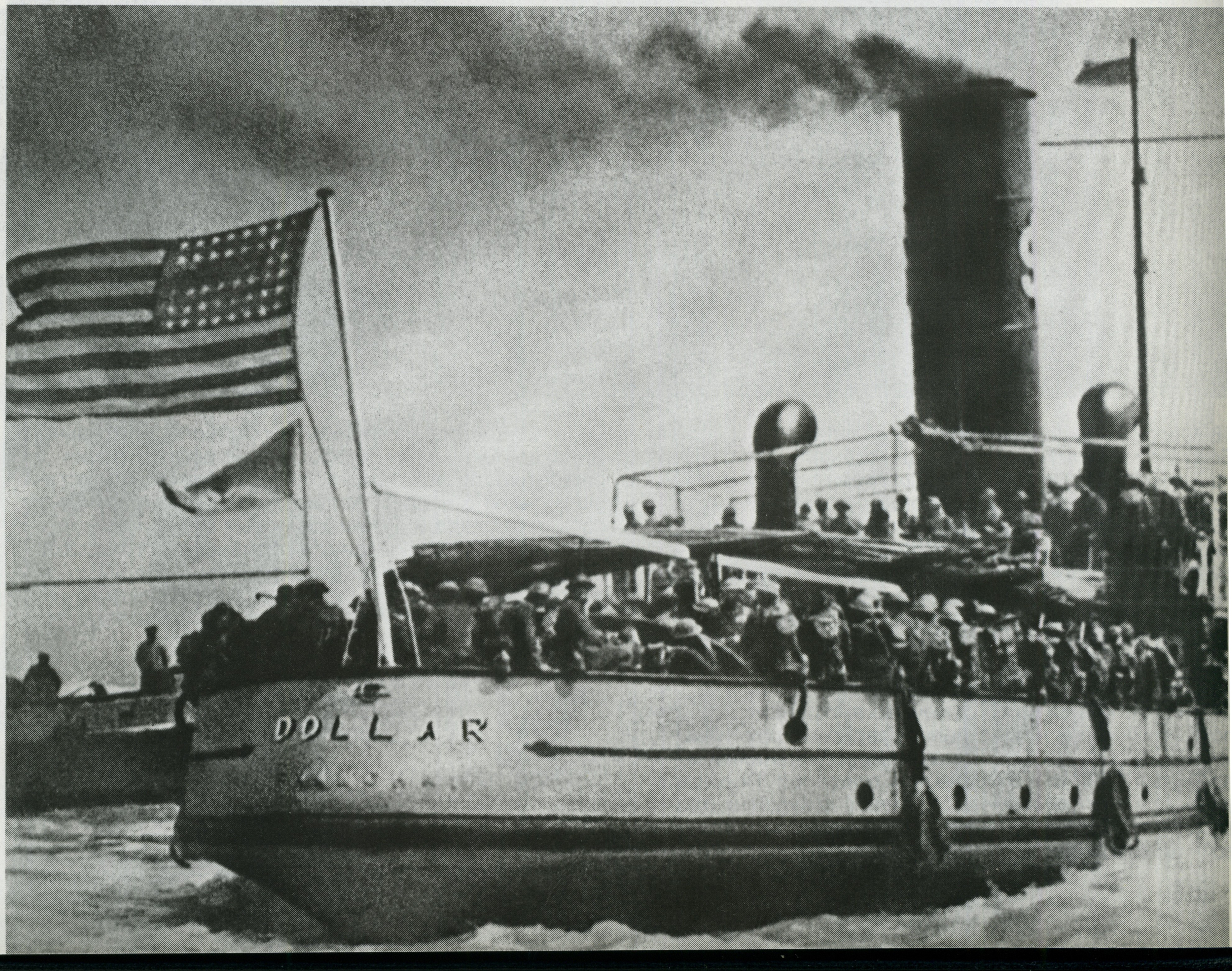
Американський військовий транспорт «Долар» із військами в Китаї. 1927

### Північний похід (1926—1928)
Лідером Національно-революційної армії став генерал Чан Кайші. Влітку 1926 року після довгих вагань він нарешті віддав наказ про початок Північного походу. НРА розтрощила армії У Пейфу і Сунь Чуаньфана в центральному та східному Китаї. Один з лідерів Гоміньцзюня — мілітарист з провінції Шаньсі Янь Сишань приєднався до Гоміньдану і виступив проти Фентянської кліки. У 1927 році союз між Гоміньданом і Комуністичною партією Китаю розпався після знищення робітничої гвардії в Шанхаї. Цей інцидент привів до початку Громадянської війни в Китаї.
Для столиці Чан Кайші вибрав місто Нанкін, але для того, щоб отримати міжнародне визнання, йому все ще було потрібно взяти Пекін. Союзні війська Янь Сішаня увійшли в столицю після смерті Чжан Цзоліня. Чжан Сюелян, новий лідер Фентянської кліки, визнав владу Гоміндану за умови, що він залишиться правителем Маньчжурії. Його правління підійшло до кінця після того, як у 1931 році японці окупували північний схід Китаю.

## Номінальне об'єднання
Пересунувши столицю в Нанкін, Чан Кайші в 1928 році оголосив про об'єднання Китаю. Далеко не всі мілітаристи були переможені, хоча багато з них погодилися піти на співпрацю з новим урядом, боротьба між кліками тривала.
У 1930 році повстали Фен Юсян і Янь Сишань, що послужило початком нової війни. Ма Чжун'їн боровся з Сіньцзянською клікою з 1931 по 1937 рік. Чан Кайші змушений був придушити Повстання у Фуцзяниі в 1933 році. Чжан Сюелян виступив у 1936 році під час Сіанського інциденту. У віддалених районах намагалися діяти комуністи, дрібні польові командири, бандити і ополчення національних меншин. Серед лідерів Гоміндану час від часу починалися тертя: так Ван Цзінвей та Ху Ханьминь повстали проти влади Чан Кайші. Головним чином, той тримав під контролем тільки провінції, розташовані неподалік Цзянсу. Таким чином, мілітаристська вольниця не завершилася, а набула інших форм. Аж до закінчення Громадянської війни в 1950 році Китай не знав єдиного централізованого уряду.

## Основні фракції

### Північні Кліки

#### Основні кліки
| Аньхойська кліка 皖系 - Дуань Ціжуй 段祺瑞 - Сюй Шучжэн 徐樹錚 - Лу Юнсян 盧永祥 - Ні Сычун 倪嗣沖 - Цюй Тунфэн 曲同豐 - У Гуансинь 吳光新 - Цзінь Юньпэн 靳雲鵬 - Дуань Чжигуй 段芝貴 - Чжан Цзинъяо 張敬堯 - Чень Шуфань 陈淑芬 |  | Чжилійська кліка 直系 - Фен Гочжан 馮國璋 - Цао Кунь 曹錕 - У Пэйфу 吳佩孚 - Сунь Чуаньфан 孫傳芳 - Лю Цяньчжан 陸建章 - Лі Чунь 李純 - Ван Чжаньюань 王占元 - Чень Гуанюань 陳光遠 - Фен Юйсян 馮玉祥 - Ци Сеюань 齊變元 - Ван Чэнбинь 王承斌 - Чи Цзинлинь 李景林 (раніше належав до Фентянської кліки) |  | Фентянська кліка 奉系 - Чжан Цзолінь 張作霖 - Чжан Сюэлян 張學良 - Чжан Цзосян 張作相 - Чжан Цзунчан 張宗昌 - Вань Фулінь 万福麟 - Цзан Шиі 臧式毅 - У Цзуньшэн 吳俊陞 - Го Сунлін 郭松齡 - Ян Юйтин 楊宇霆 - Чжу Юйпу 祩玉樸 - Тан Юйлинь 湯玉麟 |  |

#### Дрібні кліки
| Гоміньцзюнь 國民軍 - Фен Юсян 馮玉祥 (раніше належав до Чжилійської кліки) - Ху Цзіньї 胡京伊 - Сунь Юйпен 孙玉鹗 Кліка провінції Шаньсі 晉系 - Янь Сішань 閻錫山 Синьцзянська кліка - Ян Цзенсінь 楊增新 - Цзінь Шужень 金樹仁 - Шен Шицай 盛世才 | Кліка Ма 馬家軍 - Цінхай - Ма Ци 馬麒 - Ма Лінь 馬麟 - Ма Буфан 馬步芳 - Ма Буцин 馬步青 - Нінся - Ма Хунбінь 馬鴻賓 - Ма Хункуй 馬鴻逵 - Ганьсу - Ма Чжун'їн 馬仲英 |

#### Новітні фракції
| Хебей - Сун Чжеюань 宋哲元 (раніше належав до Гоміньцзюню) Хенань - Бе Тінфан 別廷芳 (раніше належав до Гоміньцзюню) | Жехе - Тан Юйлінь 湯玉麟 (раніше належав до Фентянської кліки) - Сунь Дяньїн 孫殿英 (раніше належав до Гоміньцзюню) Шеньсі - Цзін Юесю 井岳秀 - Ян Хучен 杨虎城 | Суйюань - Фу Цзои 傅作義 (раніше належав до Кліки провінції Шаньсі) Шаньдун - Лю Чженнянь 刘珍年 - Хань Фуцзю 韓復榘 (раніше належав до Гоміньцзюню) |

### Південні кліки
| Юньнанська кліка 滇系 - Цай Е 蔡鍔 - Тан Цзяо 唐繼堯 - Лун Юнь 龍雲 | Стара кліка Гуансі 桂系 - Лу Жунтін 陸榮廷 - Лінь Ху 林虎 - Тань Хаомін 譚浩明 - Шень Хун'їн 沈鴻英 - Чень Бінхунь 陳炳焜 Нова кліка Гуансі 新桂系 - Лі Цзунжень 李宗仁 - Хуан Шаосюн 黃紹竑 - Бай Чунсі 白崇禧 - Хуан Сюйчу 黄旭初 | Гоміндан 中國國民黨 - Сунь Ятсен孫逸仙 - Чан Кайші蔣介石 - Ху Ханьмінь胡漢民 - Ван Цзінвей汪精衛 - Ляо Чжункай廖仲凱 - Хе Їнцінь何應欽 | Сичуанська кліка 川系 - Лю Сян 劉湘 - Ян Сень 楊森 - Ден Сігоу鄧錫侯 - Тянь Сун'яо田頌堯 Сичуань / Кхам - Лю Веньхуей 劉文輝 |

#### Дрібні південні фракції
| Гуандун - Чень Цзюнмін 陳炯明 - Чень Цзитан 陳濟棠 - Юй Ханьмоу 余汉谋 - Чжан Факуй 張發奎 | Фуцзянь - Цзян Гуаннай 蔣光鼐 - Цай Тінкай 蔡廷鍇 Ґуйчжоу - Лю Сяньші 劉顯世 - Ван Цзяле 王家烈 | Комуністична партія Китаю - Мао Цзедун 毛澤東 - Чжоу Еньлай 周恩來 - Чжу Де 朱德 - Пен Дехуай 彭德懷 - Чень Дусю 陈独秀 | Хунань - Тань Янькай 譚延闓 - Чжао Хенті 赵恒惕 - Тан Шенчжі 唐生智 | Цзянсі - Лу Діпін 魯滌平 Хебей - Ван Чжаньюань王占元 |

## Художня література
- Эльвира Барякина. Белый Шанхай. — М.: Рипол-Классик, 2010. — ISBN 978-5-386-02069-9
- Андре Мальро. Удел человеческий.(«La Condition humaine», 1933)